# Tancrède Bastet

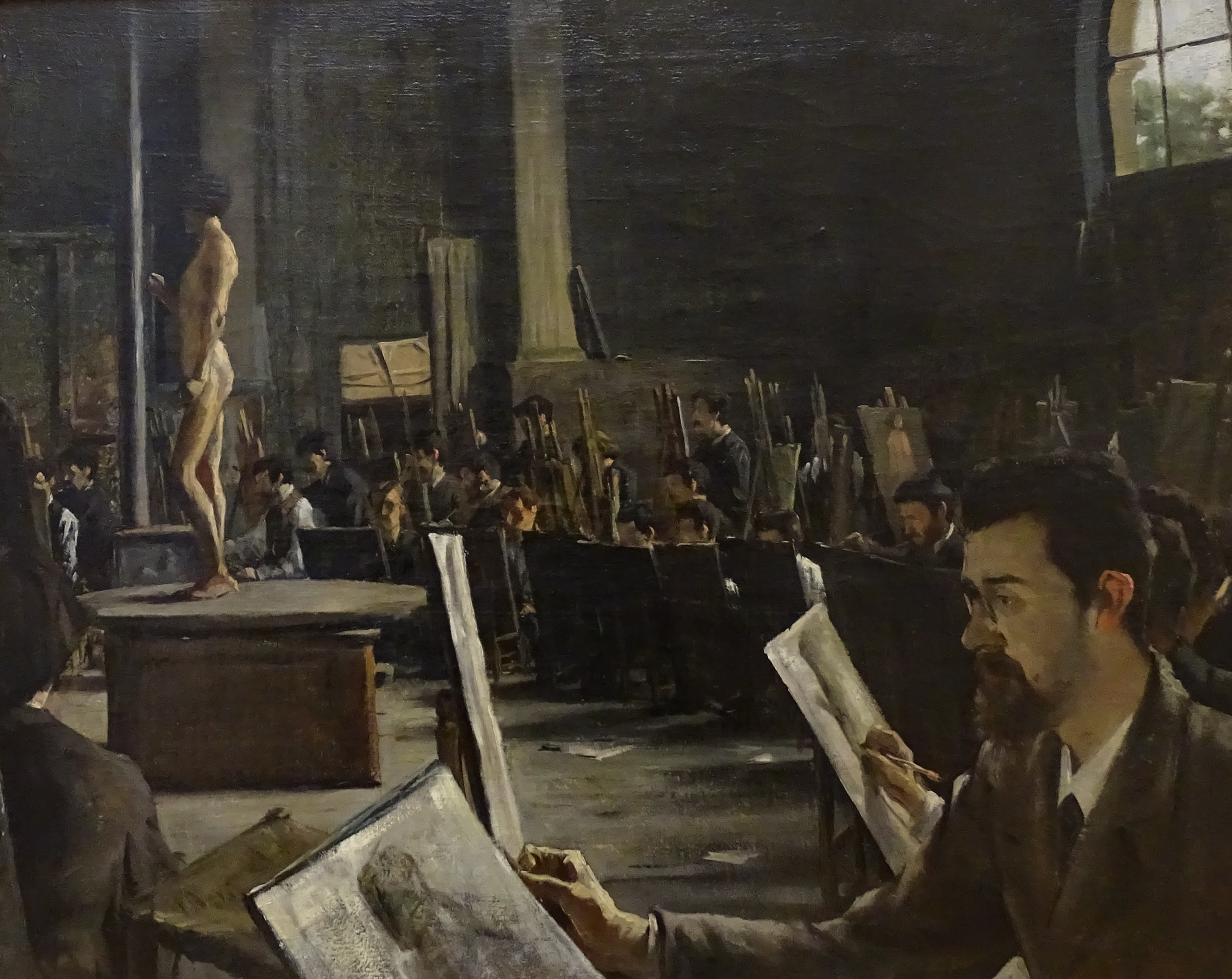
Das Atelier Cabanels an der école des Beaux-Arts (1883)

Jean Tancrède Bastet (* 16. April 1858 in Domène, Département Isère; † 12. Mai 1942 in Grenoble, Département Isère) war ein französischer Maler.

## Leben
Bastet besuchte die École des Beaux-Arts in seiner Heimatstadt und war dort Schüler des Bildhauers Aimé Charles Ivory. Mit dessen Unterstützung kam Bastet später nach Paris an die dortige École des Beaux-Arts, wo er u. a. bei Alexandre Cabanel studierte.
Als Meisterschüler Cabanels wurde er bald schon zu den großen jährlich stattfindenden Ausstellungen des Salon de Paris zugelassen. 1885 wurden einige seiner Werke prämiert, und er erhielt den renommierten Prix de Rome. Verbunden mit diesem Preis war ein Reise-Stipendium, das Bastet zu längeren Studienreisen durch Nordafrika und nach Britisch-Indien nutzte.
1919 sollte Bastet – als Nachfolger des verstorbenen Jules Bernard – Konservator am Musée de Grenoble werden. Nach längeren kontrovers geführten Diskussionen entschied man sich schließlich für Andry-Farcy. Von da an lehnte Bastet jegliche Ämter und öffentlichen Aufgaben ab und widmete sich nur noch seinem künstlerischen Schaffen.
Durch seinen Freund und Kollegen Théodore Ravanat machte Bastet die Bekanntschaft mit Jean Achard und schloss sich – zusammen mit Ravanat – dessen Künstlerkreis, der École dauphinoise, an.
Vier Wochen nach seinem 84. Geburtstag starb Tancrède Bastet in Grenoble und fand dort auch seine letzte Ruhestätte.

## Werke (Auswahl)
- Bey de Tunis.
- Le Gange de Benares.
- Méditation.
- Le cimetière de la Tour sans Venin.